# São José do Divino (Piauí)
São José do Divino es un municipio brasileño del estado del Piauí. Se localiza a una latitud 03º48'41" sur y a una longitud 41º49'58" oeste, estando a una altitud de 55 metros. Su población estimada en 2010 era de 4.881 habitantes. Es conocido como la Tierra del Leche por poseer gran producción de la misma. En el año de 2010 fue implantado su primera y única agencia bancaria (Banco Bradesco S.A.) que está trayendo gran avance para el municipio.
Posee un área de 319,28 km².